# Jon Arbuckle

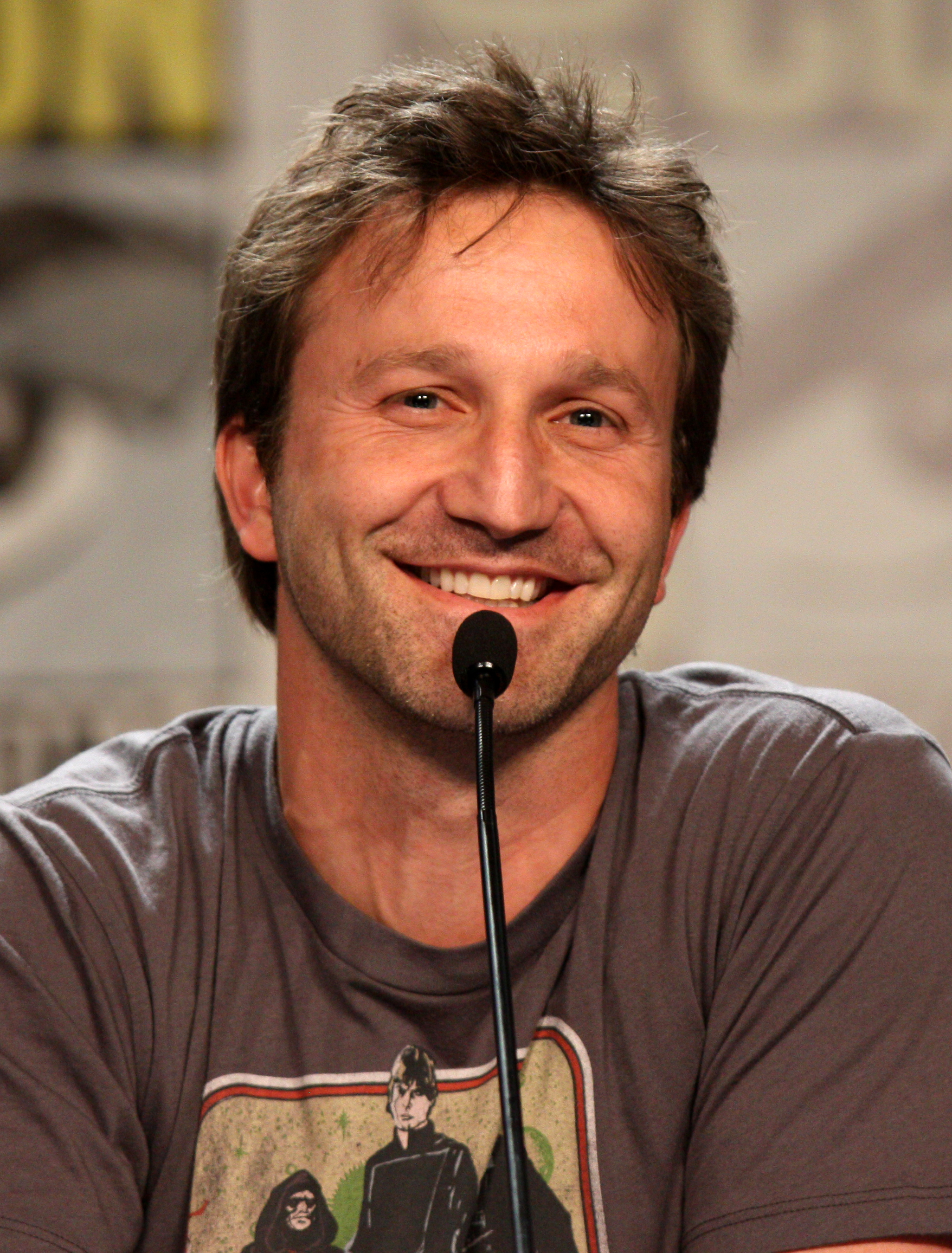
Breckin Meyer wcielał się w Jona Arbuckle'a w filmach fabularnych.

Jonathan Q. "Jon" Arbuckle (ur. 28 lipca 1950) – właściciel Garfielda i Odiego. Powszechnie jest uważany za nudziarza, zaś większość jego prób umówienia się na randkę kończy się niepowodzeniem. Uwielbia koty, psy i wszystkie inne zwierzątka. Wychował się na wsi na farmie swoich rodziców.
Przez większość odcinków Jon jest przedstawiony jako towarzyski nieudacznik, z którym nikt nie chce się umówić. W końcu jednak zaczyna spotykać się z Liz, co wywołuje falę zazdrości u Garfielda.
W pierwszym odcinku Jon przedstawia się jako rysownik, jednak sam nigdy niczego nie rysuje (w kilku paskach Garfield używa jego sprzętu do rysowania). 